# トリメチルアミン
トリメチルアミン (trimethylamine) は有機化合物の一種で、最も基本的な第三級アミンである。魚の臭い。
特定悪臭物質として、悪臭防止法の規制対象である。通常、ガスボンベや40%水溶液として販売される。

## 性質
水に非常に溶けやすい。低濃度では魚臭、高濃度ではアンモニア状の臭気を有する。
魚類は、浸透圧調節作用を持つ成分として、トリメチルアミン-N-オキシド (TMAO) を持ち、還元されることでトリメチルアミンとなる。トリメチルアミンは魚が腐敗したときの臭いの原因の一つである。また公衆トイレの悪臭の原因物質であるという報告もある。

## 合成
パラホルムアルデヒドと塩化アンモニウムから、トリメチルアミン塩酸塩を経てトリメチルアミンを得る合成法が報告されている。
{\displaystyle {\ce {(HCHO)n\ +NH3\bullet HCl->N(CH3)3\bullet HCl->N(CH3)3}}} （NaOH で中和）
多くのアミンと同じく窒素上に非共有電子対を持つため塩基性を示し、求核剤としてハロゲン化アルキルと反応し、アルキルトリメチルアンモニウム塩を生成する。
{\displaystyle {\ce {N(CH3)3\ +R-X->R-N^{+}(CH3)3\bullet X^{-}}}}
トリメチルアミン尿症は、フラビン含有モノオキシゲナーゼ (FMO) が欠損もしくは低活性であることにより、汗や尿にトリメチルアミンが含まれる、という病気である。

## 心血管疾患との関係
食品中に含まれるレシチン(コリン)が一部の腸内細菌によりトリメチルアミン(TMA)に代謝され、さらに肝臓においてFMO酵素によりTMAOへと代謝され、これがマクロファージを変化させアテローム性動脈硬化などの心血管疾患に結びついているとする論文がある。また赤肉などに含まれるカルニチンも同様に腸内細菌 － 肝臓代謝を経てTMAOとなりこれがアテローム性動脈硬化のリスクを高めているという報告もある。